# Panamerikanische Spiele 2023/Bowling
Bei den Panamerikanischen Spielen 2023 in der  chilenischen Hauptstadt Santiago de Chile fanden vom 2. bis 5. November 2023 im Bowling vier Wettbewerbe statt, davon je zwei bei den Männern und bei den Frauen. Austragungsort war das Bowling Center.

## Bilanz

### Medaillenspiegel
| Platz  | Land               | Gold | Silber | Bronze | Gesamt |
| ------ | ------------------ | ---- | ------ | ------ | ------ |
| 1      | Vereinigte Staaten | 2    | —      | 1      | 3      |
| 2      | Kolumbien          | 1    | 2      | —      | 3      |
| 3      | Panama             | 1    | —      | —      | 1      |
| 4      | Kanada             | —    | 2      | —      | 2      |
| 5      | Costa Rica         | —    | —      | 2      | 2      |
| 5      | Mexiko             | —    | —      | 2      | 2      |
| 7      | Puerto Rico        | —    | —      | 1      | 1      |
| Gesamt | Gesamt             | 4    | 4      | 6      | 14     |

### Medaillengewinner
Männer
| Disziplin | Gold                    | Silber                     | Bronze                       |
| --------- | ----------------------- | -------------------------- | ---------------------------- |
| Einzel    | A. J. Johnson           | Mitch Hupé                 | Marco Moretti                |
| Einzel    | A. J. Johnson           | Mitch Hupé                 | Cristian Azcona              |
| Doppel    | Donald Lee William Duen | Mitch Hupé François Lavoie | Juan Rodríguez Marco Moretti |

Frauen
| Disziplin | Gold                           | Silber                        | Bronze                       |
| --------- | ------------------------------ | ----------------------------- | ---------------------------- |
| Einzel    | Clara Guerrero                 | Juliana Franco                | Sandra Góngora               |
| Einzel    | Clara Guerrero                 | Juliana Franco                | Breanna Clemmer              |
| Doppel    | Jordan Richard Breanna Clemmer | Juliana Franco Clara Guerrero | Sandra Góngora Iliana Lomeli |